# خوان ولوز
خوان ولوز (به انگلیسی: Juan Veloz) (زادهٔ ۲۳ سپتامبر ۱۹۸۲) شناگر اهل مکزیک است.